# Charles H. Colton
Pour les articles homonymes, voir Colton.
Charles Henry Colton, né le 15 octobre 1848 à New York et mort le 9 mai 1915 à Buffalo (État de New York), est un prélat catholique américain. Il est le quatrième évêque de Buffalo de 1903 à sa mort en 1915.

## Biographie

### Jeunesse et formation
Charles Henry Colton naît en 1848 à New York dans une famille d'immigrés irlandais ; il est le fils de Charles Colton Patrick Smith et Teresa Augusta Colton née Mullin. Il suit sa scolarité dans l'école publique no 5 ainsi qu'à l'école latine de l'église Saint-Étienne de New York. Durant son adolescence, il est employé de bureau dans un magasin de tissu. En 1869, il intègre le collège Saint-François-Xavier de New York (en), d'où il ressort diplômé en 1873. Il étudie ensuite la théologie et la philosophie au séminaire Saint-Joseph (en) de Troy.

### Début de sacerdoce
Après avoir été ordonné prêtre le 10 juin 1876, Colton est nommé vicaire de la paroisse Saint-Étienne de New York auprès du père Edward McGlynn. Il demeure à ce poste durant dix ans, et est en même temps chapelain au Bellevue Hospital de New York. En 1886, il est nommé prêtre de l'église Notre-Dame-de-la-Miséricorde (en) de Port Chester, dans l'État de New York.
Après l'excommunication du père McGlynn, Colton retourne à l'église Saint-Étienne en 1887 pour y seconder le père Arthur Donnelly, qui a été nommé administrateur temporaire de la paroisse. Plus tard dans la même année, il remplace Donnelly à ce poste à la suite de la démission de ce dernier. Il jouit d'une bonne réputation à ce poste, ayant réussi à restaurer l'harmonie parmi les fidèles, éliminé la dette paroissiale de 152 000 $ (
soit 4 325 200 $ en 2025) et fondé une école paroissiale. En plus de ses obligations sacerdotales, Colton devient chancelier de l'archidiocèse de New York en 1896.

### Épiscopat
Le 10 juin 1903, Charles Colton est nommé quatrième évêque de Buffalo par le pape Léon XIII. Il est consacré le 24 août suivant en la cathédrale Saint-Patrick de New York par l'archevêque John Murphy Farley en présence des évêques co-consécrateurs Bernard John McQuaid (en) et Charles Edward McDonnell (en). Au cours de son épiscopat, le diocèse de Buffalo compte 72 églises, 18 établissements mixtes église-écoles, 30 écoles, 12 collèges privés, 13 hôpitaux, plusieurs organisations de charité, ainsi que 6 monastères et 28 cures.
Charles Colton devient membre de l'American Irish Historical Society (en) en 1909.
Charles Colton meurt à Buffalo le 9 mai 1915 à l'âge de 66 ans. Il est inhumé dans la crypte de la cathédrale Saint-Joseph,.